# 揚文会
揚文会（ようぶんかい）は、日本統治時代の台湾を統治する台湾総督府が開催した士大夫階層を慰労する式典及び会議。

## 概要
日本の台湾領有で、台湾在住の士大夫は科挙及第による栄達の夢が絶たれることになった。これらの不遇をかこつ士大夫の慰撫を図るために彼らの意見を聴く式典を開催することになった。
式典の名称は「尚賢会」「頤賢会」「揚文会」「蘭台会」「漱芳会」の中から「揚文会」が選ばれた。
1900年（明治33年）3月15日、台北府城西門内の淡水館（旧・登瀛書院）で揚文会が開かれた。かつての進士や挙人などが招待され、総督から出された3つの諮問に対して自らの所信を述べることになっていた。会議の内容は、後に『揚文会策議』として総督府から編纂された。
期間中、彼らは手当が支給され、総督府の各官庁の見学をすることができた。

## 揚文会の諮問内容
- 廟宇（文廟、武廟、城隍廟、天后宮等類）保存に就いての方法及び旧慣習の状況
- 節孝（孝子、節婦、忠婢、義僕）を旌表するに就いての方法及び旧慣習の状況
- 救済賑恤（養済院、育嬰堂、義倉、義塚、義井等類）に就いての方法及び旧慣習の状況